# Bayonnaise Rocks

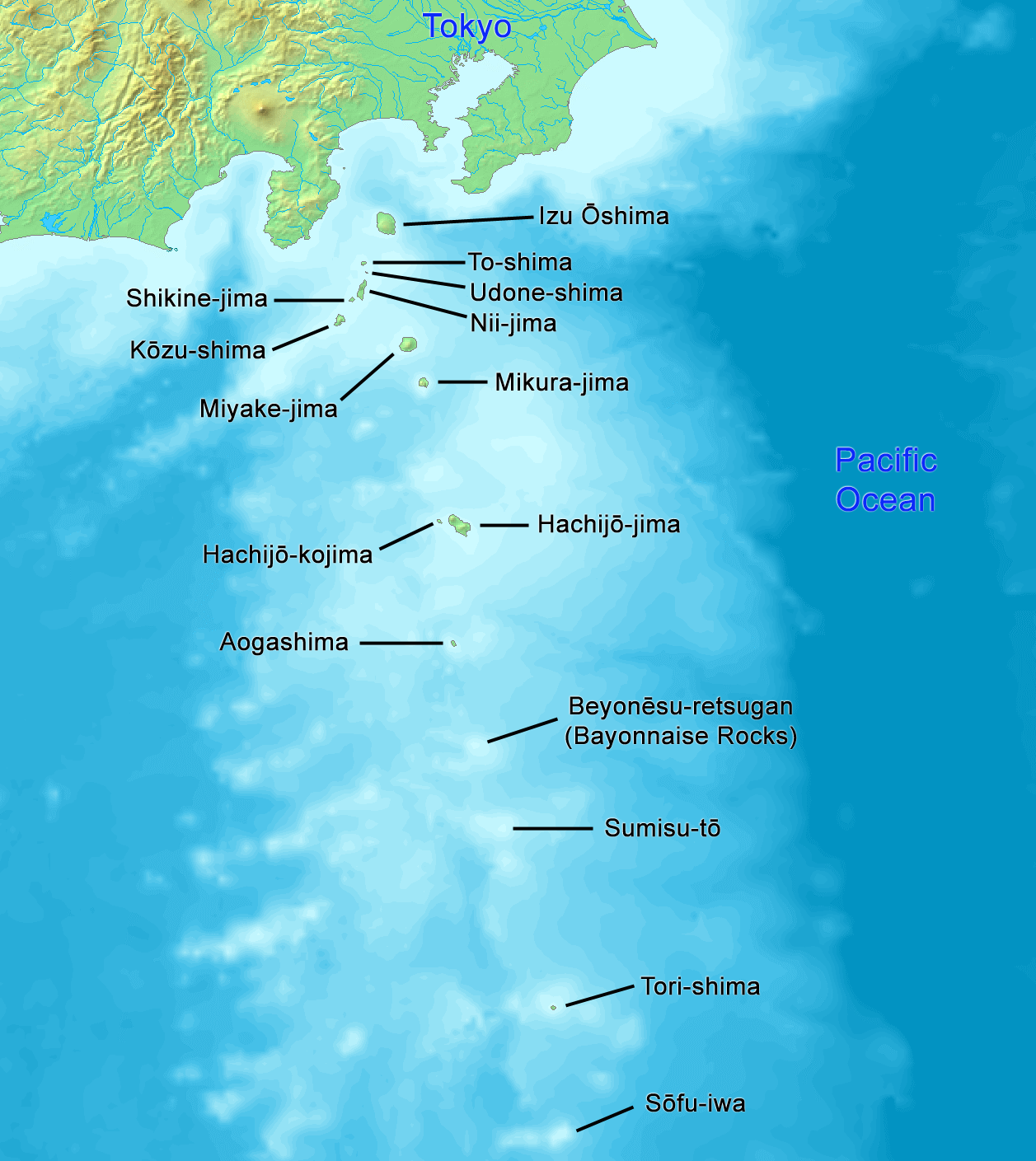
Kaart van de Izu-eilanden met ongeveer halverwege de Bayonnaise Rocks

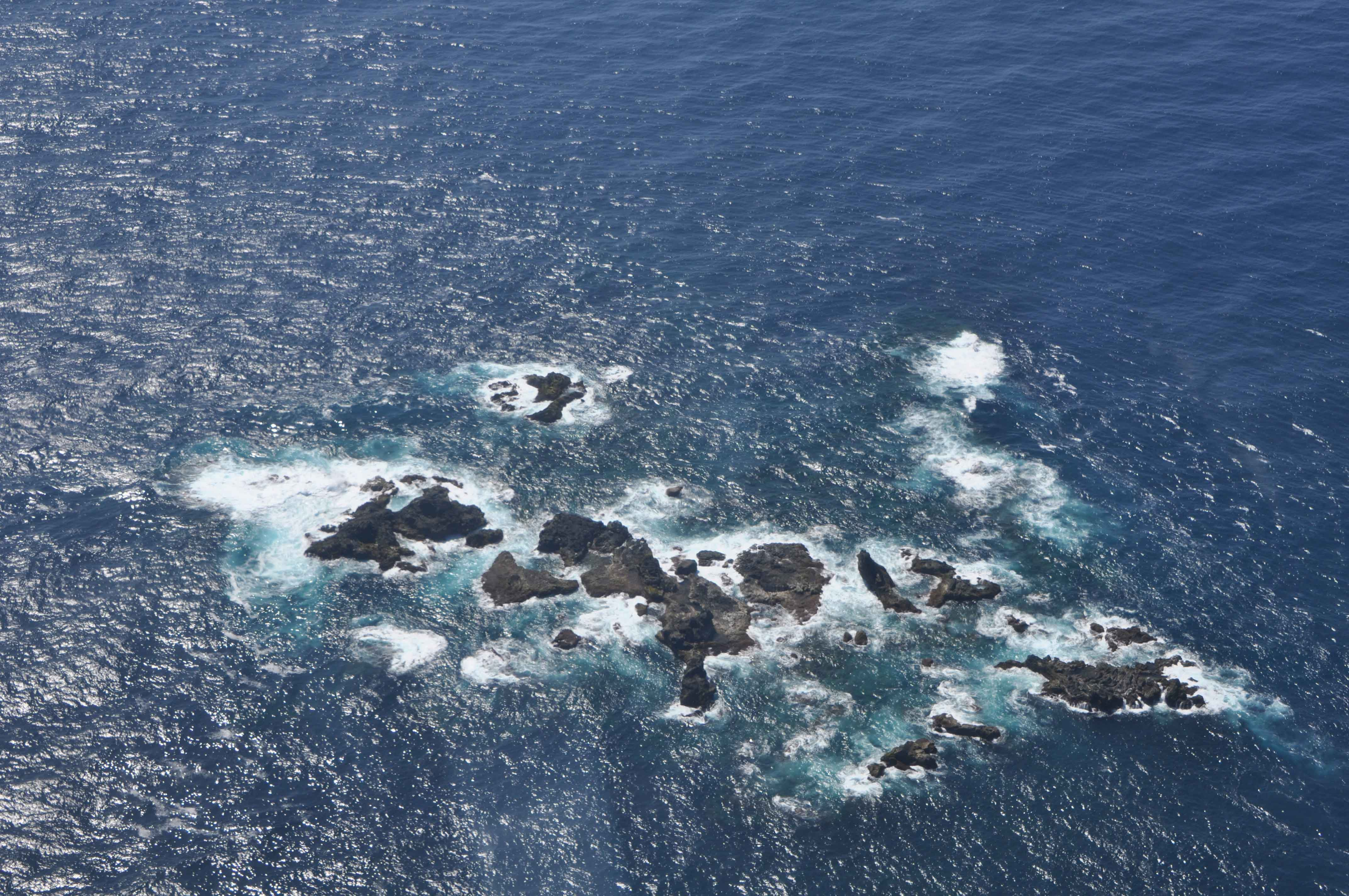
Bayonnaise Rocks

Bayonnaise Rocks (Japans: ベヨネース列岩) is een groep vulkanische rotsen in de Filipijnenzee, ongeveer 408 kilometer ten zuiden van Tokio en 65 kilometer ten zuidoosten van Aogashima, in het zuidelijke deel van de Izu-eilanden in Japan. De rotsen werden ontdekt door het Franse korvet Bayonnaise in 1850, tijdens het onderzoeken van de eilanden ten zuiden van de Baai van Tokio.

## Geografie
De rotsen zijn het blootgestelde deel van de westelijke bergkam van een onderzeese vulkanische caldeira, ongeveer negen kilometer in diameter op een diepte van ongeveer 1000 meter. Het bovenzeese deel heeft een oppervlakte van ongeveer 0,01 vierkante kilometer, met een tophoogte van elf meter en bestaat uit drie grote rotsen en veelvoud aan kleinere rotsen.
De caldera is naar verluidt uitgebarsten in 1869-1871, 1896, 1906, 1915, 1934, 1946, 1952-1955, 1957-1960, 1970 en 1988. De laatst bekende onderzeese uitbarsting van de caldeira was in 2023, waarbij het lokale water verkleurde.
Aan de noordoostelijke rand van dezelfde caldeira, 12,8 kilometer ten oosten van de Bayonnaise Rocks, ligt een onder water gelegen rif genaamd Myōjin-shō (明神礁), een post-caldeirakegel met een diepte van ongeveer 50 meter. Tijdens een onderzeese vulkaanuitbarsting op 17 september 1952 werd een tijdelijk eiland gevormd met een hoogte van 10 meter, dat meerdere keren werd gecreëerd en vernietigd door vulkanische activiteit totdat het op 23 september 1953 volledig verdween. De volgende dag kwamen bij een uitbarsting 31 onderzoekers en bemanningsleden om het leven aan boord van het onderzoeksschip No.5 Kaiyo-Maru van het Agentschap voor Maritieme Veiligheid. Het eiland verscheen op 11 oktober weer, zonk opnieuw op 11 maart 1954 en verscheen nog een keer tussen 5 april en 3 september 1954.
De vegetatie is op de Bayonnaise Rocks schaars en de eilanden zijn een rustplaats voor trekvogels. De rotsen liggen in de zeestroom Kuroshio en in de mariene ecoregio Kuroshiostroom, waarbij de zeestroom zorgt voor een overvloed aan zeeleven in het gebied.